# Hōjō Ujimasa
Hōjō Ujimasa (北条 氏政?; 1538 – 10 agosto 1590) fu il quarto capo del clan Hōjō e daimyō di Odawara.

## Biografia
Ujimasa era il figlio maggiore di Hōjō Ujiyasu ed è stato il quarto capo del clan Hōjō. Assunse ufficialmente la guida del clan nel 1570, ma seguì la maggior parte dei consigli del padre fino alla morte di quest'ultimo avvenuta nel 1571. Combatté nella maggior parte delle campagne del padre, e anche se non è ricordato come un grande guerriero, sicuramente fu un abile amministratore. Una delle sue prime azioni fu di migliorare le relazioni con i Takeda, con i quali gli Hōjō erano in guerra dal 1570. Questo infastidì Uesugi Kenshin che iniziò ad attaccare le terre a nord possedute dagli Hōjō. Nel 1572 Ujimasa spedì 2.000 soldati ad assistere Takeda Shingen nella campagna contro Tokugawa Ieyasu, e dopo la morte di Shingen (1573) si offrì come mediatore tra Takeda Katsuyori e Oda Nobunaga.
Nel 1578 Kenshin morì, e Uesugi Kagetora, fratello di Ujimasa (adottato in precedenza da Kenshin) fu coinvolto in una disputa per la successione con Uesugi Kagekatsu che indebolì molto il clan Uesugi. Kagetora fu costretto a commettere seppuku prima dell'arrivo delle truppe di rinforzo Hōjō, ma questi eventi misero definitivamente fine alla minaccia Uesugi nei domini Hōjō. Inoltre i Takeda vennero sconfitti pesantemente nella battaglia di Nagashino (1575), lasciando Ujimasa libero di consolidare il potere senza più interferenze esterne.
Lo stesso anno in cui Uesugi Kagekatsu divenne guida del clan fece un'alleanza con Takeda Katsuyori. Questo annullò il trattato di pace Takeda-Hōjō che durava da sette anni, e Katsuyori iniziò subito a muoversi contro gli Hōjō. Nel 1580 la guerra culminò nella battaglia di Omosu. La guerra tra i due clan continuò sporadicamente fino all'invasione del Kai da parte di Oda Nobunaga e Tokugawa Ieyasu nel 1582. Gli Hōjō contribuirono alla fine del clan Takeda, ma si rammaricarono di ciò, poiché ora ai confini si presentava un avversario molto più pericoloso come Oda Nobunaga. Dopo la morte di Nobunaga nel 1582, Ujimasa raggruppò un'armata ed attaccò Takigawa, sconfiggendolo nella battaglia di Kanagawa. Nel frattempo Tokugawa Ieyasu conquistò la provincia di Kai e Ujimasa protestò. Ieyasu e Ujimasa si scontrarono brevemente prima di firmare una pace, dalla quale gli Hōjō ricevettero la provincia del Kai e Hōjō Ujinao sposò una delle figlie di Ieyasu.
Nel 1588 Toyotomi Hideyoshi espanse il suo dominio, e richiese agli Hōjō di visitare la capitale. Prima di questo, Ujimasa si era ritirato in favore del figlio Hōjō Ujinao anche se continuò a guidare il clan. La risposta Hōjō fu di ignorare l'invito. Forse rassicurati dalla loro alleanza con i Tokugawa e dalle loro strutture difensive (che includevano le catene montuose attorno ad Hakone), Ujimasa e Ujinao non risposero. I negoziati continuarono infruttosi fino al 1590, quando Hideyoshi ordinò l'invasione dei domini Hōjō. In maggio Toyotomi iniziò a discendere il Kantō con Tokugawa Ieyasu, che avanzava ad est del passo di Hakone. Uesugi Kagekatsu e Maeda Toshiie marciarono nel Kozuke ed i Chosokabe, Wakizaka, Kato ed altri organizzarono un blocco navale ad Odawara.
Gli Hōjō erano indecisi su come muoversi. Ujinao voleva rischiare i suoi 50.000 soldati in una battaglia campale, ma la grandezza dell'esercito avversario fecero sì che Ujimasa ed altri servitori suggerissero una tattica difensiva. La maggior parte delle forze Hōjō erano disposte sulle mura difensive del castello di Odawara, lasciando la catena di forti che agivano da satelliti del castello principale di cadere uno ad uno. In giugno quasi 200.000 soldati erano disposti attorno a Odawara, e il resto del Kanto era largamente in mano a Hideyoshi. Probabilmente Ujimasa sperava che un prolungato assedio avrebbe provato troppo i rifornimenti per le forze Toyotomi, allo stesso modo dei precedenti assedi avuti da Uesugi e Takeda. Gli Hōjō avevano un'immensa riserva di cibo e munizioni. Sfortunatamente per Ujimasa e Ujinao, Hideyoshi organizzò brillantemente la catena dei rifornimenti ed aveva tutto il tempo dalla sua parte. Mercati, teatri e tornei vennero creati nel campo Toyotomi, creando un sapore quasi da tempo di pace in quella che fu l'ultima e più grande di campagne di Hideyoshi in Giappone. In luglio Hideyoshi chiese agli Hōjō di arrendersi, e Hōjō Ujinori (fratello di Ujimasa) fu inviato per mediare una soluzione pacifica. A quel punto, c'erano pochi combattimenti reali, salvo un paio di schermaglie apparentemente progettate più che altro per rompere la monotonia dell'assedio. Un assalto a tutto campo sarebbe stato di sicuro un bagno di sangue per entrambe le parti.
Alla fine sembra che Ujimasa, nonostante pericoli crescenti di tradimenti all'interno del castello e rifornimenti in esaurimento, fosse determinato a resistere. Ujinao comunque non era della stessa opinione e alla fine si arrese ai primi di agosto. La guarnigione Hōjō fu così risparmiata, ma Ujimasa e suo fratello Ujiteru furono costretti a commettere seppuku. Le loro tombe, oggi a pochi passi dalla stazione di Odawara, si dice siano state collocate in cima alla stessa pietra in cui i due fratelli eseguirono seppuku. Le tombe sono state sistemate dal clan Inaba nel XVII secolo, e anche se furono danneggiate dal grande terremoto del Kantō del 1923, furono riparate nuovamente l'anno successivo.

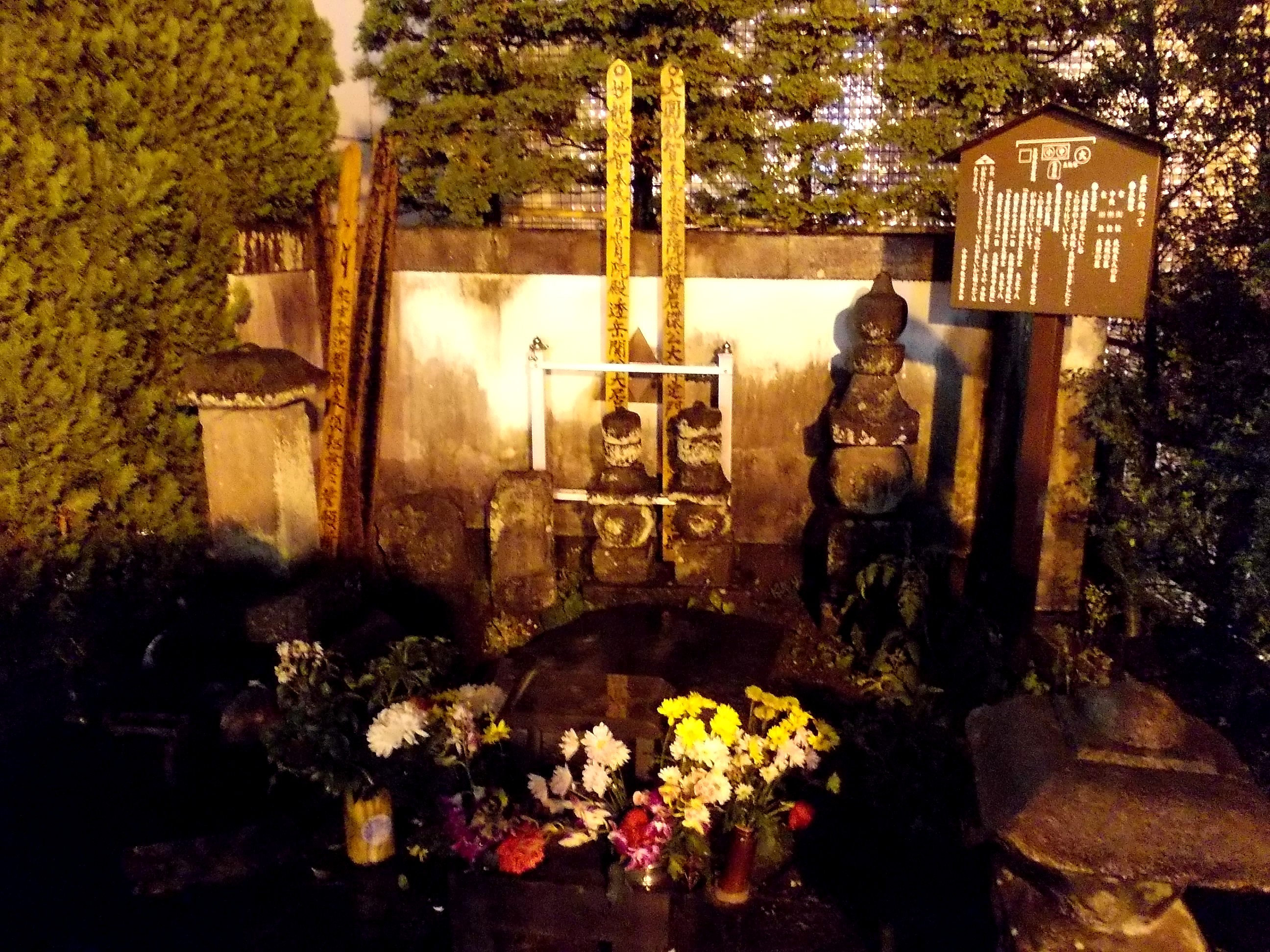
Tomba di Hōjō Ujimasa e Ujiteru

I figli di Ujimasa's furono Hōjō Ujinao, Hōjō Ujisada, Hōjō Naoshige, e Hōjō Ujifusa chiamato anche Ota Ujifusa.
Come molti samurai che commisero seppuku per la vergogna di una sconfitta, Ujimasa compose una poesia di morte:
Autunno vento di vigilia
Soffia via le nuvole che si ammassano
Per la luce della luna.
E le nebbie che offuscano la nostra mente
Spazzatele pure via.
(雨雲の おほへる月も 胸の霧も はらひにけりな 秋の夕風)
Ora spariremo
Bene, cosa dobbiamo pensarne?
Dal cielo siamo venuti
Ora possiamo tornare
Questo è almeno un punto di vista.
(我が身今 消ゆとやいかに 思ふべき 空より来たり 空へ帰れば)
(吹きとふく 風な恨みそ 花の春 紅葉も残る 秋あらばこそ)